# 光澤 (音樂人)
光澤（1984年12月3日—），中國大陆男歌手、音樂製作人。1984年12月出生于陝西省咸阳市，是中國實力唱作人、音樂製作人，是集作曲、作詞、編曲、製作、演唱和音樂教育於一身的音樂人。2016年10月通过台湾海蝶唱片公司發行個人首張同名創作專輯 『光澤』。

## 個人經歷
從小學習聲樂和鋼琴、吉他，師從西安音樂學院院長王真教授，正式學習美聲唱法，後考入西安音樂學院及中央音樂學院，分別學習聲樂、音樂製作。
畢業後再跟隨美國著名製作人流行唱法導師 KEITH 研習流行音樂唱法，後遠赴美國拜師著名歌手平克 (PINK) 、黑眼豆豆(The Black Eyed Peas) 、艾米納姆(Eminem)的御用兩屆格萊美製作人、美國MI 音樂學院教授 JON BROWN，繼續學習歐美流行樂的音樂製作和編曲。
及後回國曾經參予多個中國歌唱比賽，得到多個獎項，表現備受關注。
兩次以第一名及第二名的成績代表北京電視台參加「CCTV青年歌手」得到流行音樂教父張亞東的贊許。
亦曾於「上海亞洲音樂節歌手大賽」得到中國區冠軍、亞洲區最具潛質獎；
於「東方衛視咪咕明星學院」內地個人冠軍、亞太地區最後五強。
及後光澤受邀參予多個授課講座，積極參與音樂教育，把學到的知識傳承予下一代。他曾受邀外聘北京現代音樂學院課座講座，主題為「藝人訓練課」，亦曾受
邀於中國傳媒大學公開課講座「光澤說話式現代流行音樂唱法」

## 演藝經歷
2002年，於西安成立奇偉與白楊樂隊並擔任主唱。
2006年，於北京成立賣樂隊並擔任主唱，同年為二手玫瑰樂隊擔任專輯錄音鍵盤手。
曾先後擔任李宇春、海鸣威、胡楊林、蒲巴甲等歌手的專輯的音樂製作、編曲及演唱指導。
也曾經參與電影主題曲及片尾曲的製作、作曲及演唱，如由黃曉明、張靜初、任賢齊主演電影「唐伯虎點秋香」的電影主題曲<將忘情> 及由立威廉, 熊黛林主演的電影 <我的野蠻女友> 片尾曲<可不可以做你的男朋友>。
光澤的門徒學生也覆蓋在中國各大音樂比賽，如中國好聲音第四季學員周曉曉；星光大道前四強張越；山西衛視超級少年冠軍童星趙杰倫等。
2016年，光澤力邀華語樂壇頂級音樂人林夕、許常德、姚謙、梁芒，國際頂級樂手 Mike、Tim、Alex、 Fanky、權相彥等為實力金唱作人「小王菲」慶慶打造全新國語專輯。
同年又集合華語樂壇領軍人物姚若龍、娃娃、許常德、周耀輝、梁芒及國際頂級樂手團隊聯手打造即將發行的光澤首張同名創作專輯。

## 個人音樂作品
| 名稱              | 發行信息                                                       | 備註 |
| ----------------- | -------------------------------------------------------------- | --- |
| 光澤 首張同名專輯 | - 發行日期: 2016年10月21日 - 發行公司: 星創世紀娛樂 / 海蝶音樂 | 曲目 1. 空心 2. 上癮 3. 101號公路 4. 歌手 5. 瘋了 6. 沒有遇見你 7. Santa Monica 8. 光澤 9. 獵物 10. 醒來 |

## 外部連結
- 光澤 Facebook（繁體中文）
- 星創世紀娛樂 Facebook（繁體中文）
- 海蝶音樂 Facebook（繁體中文）